# El Peral (ort i Spanien)
El Peral är en ort i Spanien.   Den ligger i provinsen Provincia de Cuenca och regionen Kastilien-La Mancha, i den centrala delen av landet, 180 km sydost om huvudstaden Madrid. El Peral ligger 791 meter över havet och antalet invånare är 738.
Terrängen runt El Peral är huvudsakligen platt. El Peral ligger nere i en dal. Runt El Peral är det glesbefolkat, med 11 invånare per kvadratkilometer. Närmaste större samhälle är Motilla del Palancar, 7,5 km norr om El Peral. Trakten runt El Peral består till största delen av jordbruksmark.